# Maurice A. East
Maurice A. East (* 1941) ist ein US-amerikanischer Politikwissenschaftler und emeritierter Professor an der George Washington University. Seine Fachgebiete sind Internationale Beziehungen, Vergleichende Politikwissenschaft und die Außenpolitik kleiner Staaten. 1991/92 amtierte er als Präsident der International Studies Association (ISA).
East machte einen Bachelor-Abschluss in Politikwissenschaft an der Colgate University und das Master-Examen sowie die Promotion zum Ph.D. an der Princeton University. Bevor er als Professor an die George Washington University kam, lehrte er an der Graduate School of International Studies in Denver und an der University of Kentucky. Zu Lehr- und Forschungszwecken verbrachte er je ein Jahr in Uganda (1971/72) und Neuseeland (1994/95).

## Schriften (Auswahl)
- Als Herausgeber mit Justin Robertson: Diplomacy and developing nations. Post-Cold War foreign policy-making structures and processes. Routledge, London/New York 2005, ISBN 0714654035.
- Als Herausgeber mit Stephen A. Salmore und Charles F. Hermann: Why nations act. Theoretical perspectives for comparative foreign policy studies. Sage Publications, Beverly Hills 1978.